# Porto Pim

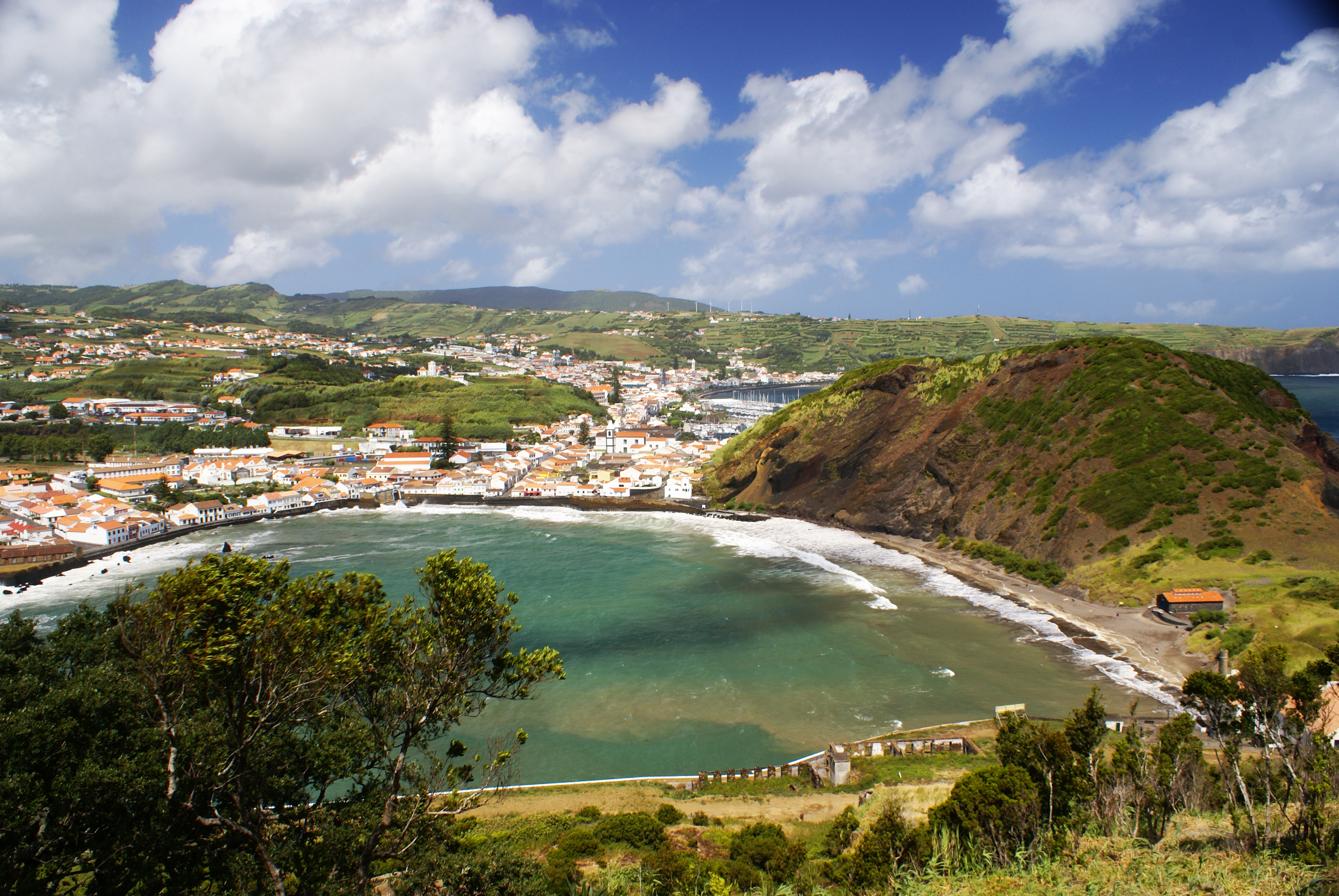
Baía do Porto Pim vista a partir do monte da Guia.

A baía do Porto Pim é uma baía localizada no concelho da Horta, ilha do Faial, Açores. Integra o Parque Natural do Faial.

## Descrição
Esta baía que se localiza próxima à cidade da Horta, junto à freguesia das Angústias, frente ao monte da Guia alberga uma das maiores praias de areia da ilha do Faial e o Forte de Porto Pim que data do século XIX.

## Toponímia
Este topónimo já aparece na cartografia portuguesa, pelo menos desde meados do século XVI.
A origem do nome, Pim, é controversa, sendo que o linguista português, José Pedro Machado, aventou a  hipótese de o mesmo poder estar relacionado com o apelido inglês «Pym».

## Ligações externas

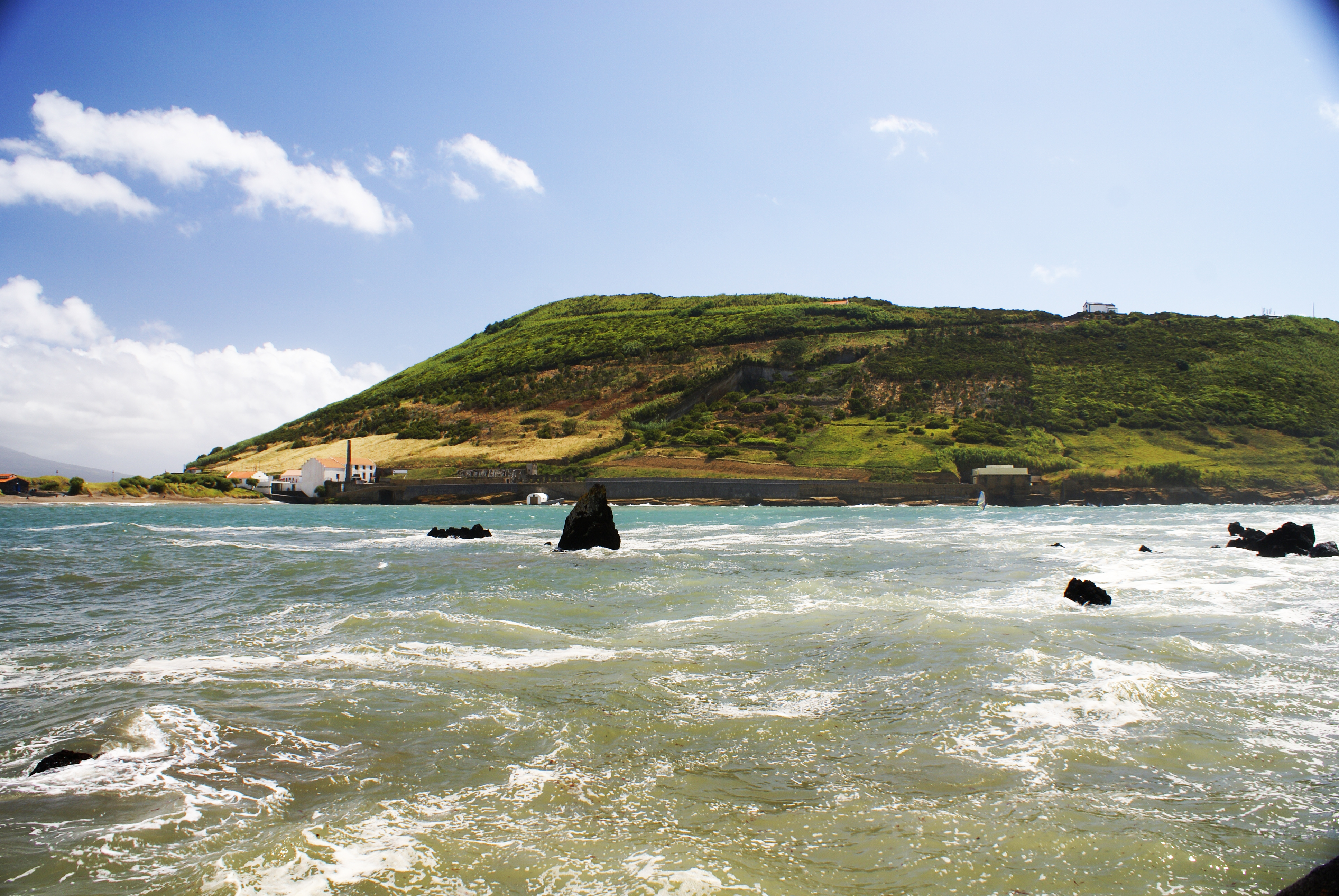
Baía de Porto Pim em dia de tempestade
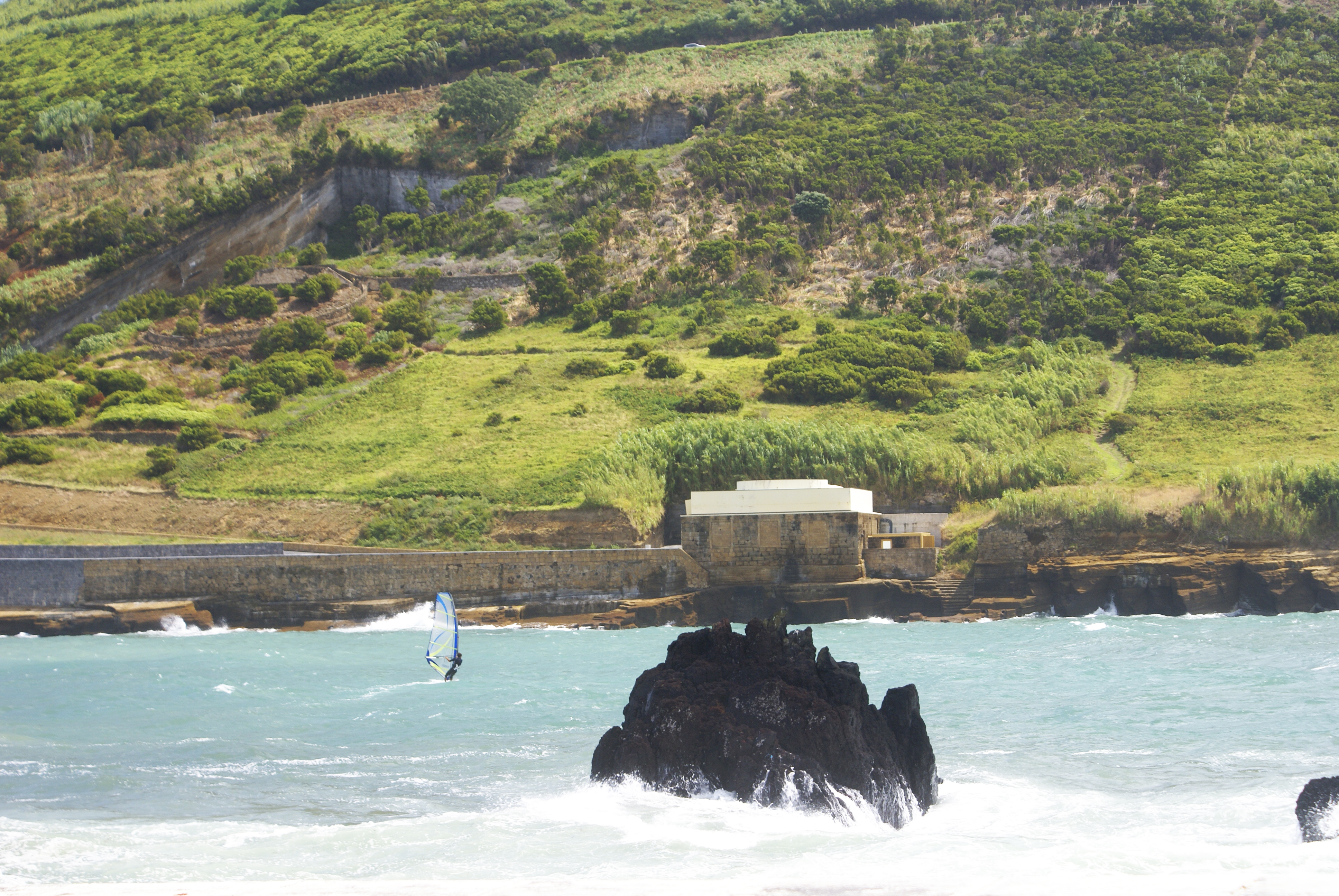
Baía de Porto Pim, monte da Guia e fábrica da baleia.